# Alicia Framis
Alicia Framis (Mataró, 1967) es una artista contemporánea española que vive y trabaja en Ámsterdam, Holanda. Desarrolla plataformas para la interacción social creativa, a menudo a través de colaboración interdisciplinaria con otros artistas y especialistas de varios campos. Framis estudió con el artista minimalista francés Daniel Buren y el artista conceptual americano Dan Graham y su trabajo se puede encontrar dentro de los linajes de la estética relacional, arte performance, y arte de la práctica social. Representó a Los Países Bajos en el Pabellón holandés en la 50.º Bienal de Venecia (2003).

## Formación
Alicia Framis recibió su primer BFA de la Universidad de Barcelona y el segundo del École nationale supérieure des Pretendientes-Artes en París. Ha recibido dos grados MFA: uno del Institut d'Hautes Etudes, París y otro de Rijksakademie van Beeldende Kunsten, Ámsterdam. Framis ha enseñado arquitectura en la Universidad de Tecnologíade Delft, fine art en Sandberg Instituut, y continúa enseñando fine art en ArtEZ Institute of the Arts.

## Trayectoria

### Arquitectura social
Los proyectos sociales claves incluyen Loneliness in the City (1999-2000), que viajando a seis ciudades internacionales diferentes invitó a artistas, arquitectos, diseñadores, y público general a un pabellón portátil donde se exploró el objetivo de inventar estrategias contra la epidemia de soledad urbana. Welcome to Guantanamo Museum (2008), un el proyecto que incluye dibujos, modelos de escala, y planos de un monumento conmemorativo del tristemente célebre campo de detención de Estados Unidos, y Billboardhouse (2000-2009), un cubo abierto por el lado hecho con tres vallas publicitarias que no cuesta casi nada hacer y sirve como refugio para personas sin hogar.

### Moda y manifestaciones
En 2003 Framis liberalizó su proyecto anti_dog, una colección de diseños hechos con un tejido especial, Twaron, que está hecho a prueba de -fuego -, balas-, y mordiscos de perro. La colección  anti_dog  protegía a las mujeres contra el comportamiento agresivo y estaba inspirado en historias de mujeres de tez oscura que fueron atacadas por perros liberados durante la noche en barrios de Berlín poblados por supremacistas blancos. Su proyecto Not For Sale (2008) utiliza fotos de niños con la intención de levantar conciencias contra la esclavitud de los niños en todo el mundo. Para Ways to Wear a Flag  (2007-2008), Framis invitó a dieciséis diseñadores a producir prendas de vestir inspiradas en la bandera china. Esto desató la explosión de la industria de exportación de ropa en la China moderna, mientras que cuestionaba también cómo las asociaciones de la nación podrían potenciar y cargar a su vez al usuario. 

### Deseos
La creencia de que las personas pueden conseguir un futuro más satisfactorio es un componente clave del trabajo de Framis, y se manifiesta a través de proyectos que tratan del delicado acto de desear. Su pieza Wishing Wall (1998-2001) viajó alrededor de Holanda, Italia, Suiza, y Alemania, y recogió un total de 1,563 deseos. La primera Wishing Wall se hizo para Serre di Rapolano, Italia. Framis decidió hacer agujeros en la pared porque el edificio era de la época de Mussolini y la gente del pueblo estaba un poco avergonzada de él. El hecho de hacer los agujeros en la pared se convirtió en una actuación para Framis, y estos agujeros se rellenaron más tarde con deseos enrollados que los visitantes habían escrito en pedazos de papel con tinta invisible. Esta pieza interactiva se mostró después por Jan Hoet y Nicolas Bourriaud, el comisario reconoció como acuñado el término "estética relacional."
La escultura de Framis Cartas al Cielo (2012), una esfera de acero inoxidable de 5 pies de diámetro, se creó como un buzón de correos donde uno puede enviar cartas a las personas de nuestra vida que ya no están físicamente con nosotros. La palabra "cielo" tiene un doble sentido en español, la lengua original de la artista: puede significar ambos "sky" y "heaven." Cartas al Cielo es un trabajo interactivo donde los visitantes pueden envían cartas manuscritas a cualquiera que ahora carezca de una dirección en la tierra. Este gesto poético deja que las personas se focalicen en sus deseos, sueños, y la palabra inmaterial que coincide con nuestro físico, humano.

### Proyectos notables
Los proyectos más notables de Framis incluyen anti_dog (2002–2003), Walking Monument (1997), Loneliness in the City (1999–2000), Lost Astronaut (2010), Dreamkeeper (1997), Walking Ceiling (2018), Forbidden Books (2017), y Secret Strike Rabobank (2004).
En 2018, presentó ‘Pabellón de género', el montaje de esta exposición se hizo en la Sala Alcalá 31 de la Comunidad de Madrid. La exposición presentó múltiples instalaciones realizadas a lo largo de su carrera, en ellas planteó una reflexión sobre la situación de la mujer en la sociedad contemporánea bajo un prisma feminista y reivindicativo. Ha sido comisariada por la especialista en Arte y Género la feminista internacional Margarita Aizpuru.

### The Hybrid Couple
En 2023 anunció su nuevo proyecto, su boda con un holograma llamado AiLex, un compañero virtual creado por Inteligencia Articifial. La boda está programada para el verano de 2024.

## Exhibiciones
La obra de Framis ha sido presentada en museos, galerías, y espacios públicos alrededor del mundo, incluyendo exposiciones en solitario en MUSAC, Castilla y Léon (2014. Museum voor Moderne Kunst Arnhem (2013), La Frac Haute-Normandie, Rouen (2012), Ullens Center for Contemporary Art, Beijing (2010), y Palais de Tokyo, París (2002), entre otros. Su trabajo ha sido presentado a la 50.º Bienal de Venecia (2003), la 2.ª Berlina Biennale (2001), Performa 09 Nueva York, y Manifesta 2 Luxemburg (1998).

## Reconocimiento

### Premios
En 1997, Framis ganó el prestigioso Prix de Rome award for Art in Public Space, su pieza "Walking Monument" expuesta en Dam Square, Ámsterdam se alzó con el primer premio. En el año 2000, Framis ganó el Premio de Arte Contemporáneo de Lérida en España. En 2011 su pieza Screaming Room se alzó con el Best Practice by Het Nieuwe Instituut, Róterdam.

### Colecciones
El trabajo de Framis se incluye en numerosas colecciones permanentes, entre ellas la Collection FRAC Lorraine (Francia), Migros Museum für Gegenwartskunst (Suiza), Museum Boijmans van Beuningen (Holanda), MUSAC de Castilla y Léon (España), Rabo Art Collection (Holanda), Sanders Colección, Stedelijk Museum Collection (Holanda), y VandenBroek Foundation (Holanda), Museo Helga de Alvear (España), entre otros.

### Galerías
Framis está representada por Barbara Gross Galerie en Múnich, Alemania y por la Galería Juana de Aizpuru en Madrid, España. Anteriormente ha sido representada por Galerie Micheline Szwajcer en Bruselas, Bélgica, entre otros.